# 李元泰
李元泰（1529年—？），字道隆，雲南雲南中衛軍籍，浙江餘姚縣人，明朝政治人物。

## 生平
雲南鄉試第三十三名舉人。嘉靖三十二年（1553年）中式癸丑科會試第二百八十九名，二甲第七十六名進士。

## 家族
曾祖李斌；祖父李浩；父李朝相，母陳氏。具庆下。兄元春。